# 1698
| 1698               |
| ------------------ |
| Dødsfald - Fødsler |
| • Begivenheder     |

| Gregoriansk kalender | 1698 MDCXCVIII          |
| Ab urbe condita      | 2451                    |
| Armensk kalender     | 1147 ԹՎ ՌՃԽԷ            |
| Kinesiske kalender   | 4394 – 4395 丁丑 – 戊寅 |
| Etiopisk kalender    | 1690 – 1691             |
| Jødisk kalender      | 5458 – 5459             |
| Hindukalendere       |                         |
| - Vikram Samvat      | 1753 – 1754             |
| - Shaka Samvat       | 1620 – 1621             |
| - Kali Yuga          | 4799 – 4800             |
| Iransk kalender      | 1076 – 1077             |
| Islamisk kalender    | 1110 – 1111             |

Konge i Danmark: Christian 5. 1670-1699
Se også 1698 (tal)

## Begivenheder
- 4. januar - det meste af Whitehall Palace i London, den britiske monarks hovedresidens, ødelægges af ildebrand

- 2. juli - Thomas Savery får patent på den første brugbare dampmaskine

- 23. december - Georg Ludwig bliver kurfyrste af Hannover. I 1714 bliver han udnævnt til kong Georg 1. af England

## Dødsfald
- 16. marts - Leonora Christina Ulfeldt (født 1621.)
- 24. april - Conrad Biermann von Ehrenschild (født 1629)
- 4. november - Rasmus Bartholin dansk videnskabsmand og professor i medicin og geometri ved Københavns Universitet (født 1625).